# Shirley Boothová
Shirley Boothová, rodným jménem Marjory Ford, (30. srpna 1898 Brooklyn, New York – 16. října 1992 North Chatham, Massachusetts) byla americká herečka.
Působila především na divadle, třikrát získala prestižní divadelní cenu Tony – roku 1949 za vedlejší roli ve hře Goodbye, My Fancy, roku 1950 za hlavní v dramatu Come Back, Little Sheba a roku 1953 za roli ve hře The Time of the Cuckoo. Hra Come Back, Little Sheba jí též otevřela cestu do filmu, neboť stejná role jí byla nabídnuta i ve stejnojmenné filmové adaptaci z roku 1952. Boothová za ni pak dostala Oscara i Zlatý glóbus. Přes tento úspěch už jí Hollywood moc šancí nedal, uplatnila se však v televizi – v letech 1961–1965 se proslavila televizním sitcomem Hazel (154 epizod), kde ztvárnila titulní postavu Hazel Burkové. Za tuto roli získala dvě ceny Emmy (1962, 1963) a jednou na ni byla nominována (1964), stejně jako na Zlatý glóbus (1964). Další Emmy získala roku 1966 za televizní adaptaci hry The Glass Menagerie.